# Yumaphthona floralis
Yumaphthona floralis es una especie de insecto coleóptero de la familia Chrysomelidae.
Fue descrita científicamente en 1986 por Bechyne.